# Édouard Wolff
Pour les articles homonymes, voir Wolff.
Édouard Wolff est un pianiste, compositeur et pédagogue polonais établi en France, né le 15 septembre 1816 à Varsovie et mort le 16 octobre 1880 à Paris.

## Biographie
Édouard Wolff naît le 15 septembre 1816 à Varsovie,.
Il étudie au Conservatoire de sa ville natale avec Zawadzki (piano) et Józef Elsner (composition) puis se perfectionne en piano auprès de Václav Würfel à Vienne.
En 1835, Wolff s'installe à Paris, où il devient un professeur réputé. Il demeure dans la capitale française jusqu'à sa mort.
Ami de Frédéric Chopin, compatriote qu'il retrouve à Paris, Édouard Wolff l'imite dans sa musique pour piano,.
Comme compositeur, il est l'auteur de trois cent cinquante numéros d'opus, un Concerto pour piano et orchestre dédié à Chopin, un Hommage à Chopin, deux trios, de nombreuses pièces pour piano, dont des études, des valses, des chansons polonaises, des nocturnes, des romances sans paroles, une marche funèbre et trente-huit duos pour piano et violon ou piano et violoncelle écrits en collaboration avec Henri Vieuxtemps, Charles-Auguste de Bériot ou Alexandre Batta.
Édouard Wolff meurt le 16 octobre 1880 en son domicile de la rue du Mail à Paris,,. Il est inhumé au cimetière du Montparnasse.
Il est l'oncle d'Henryk Wieniawski et de Józef Wieniawski.